# Семюел Кольт
Се́мюел Кольт (англ. Samuel Colt; 19 липня 1814, Гартфорд, штат Коннектикут — 10 січня 1862, там само) — американський зброяр, промисловець, винахідник револьвера свого імені.

## Револьвери до Кольта
Інколи помилково приписують Семюелу Кольту титул «винахідник револьвера» — проте насправді подібна конструкція з обертовим блоком зарядних комор (барабаном) існувала ще з XVI століття. Збереглося багато виробів з ґнотовим або кремінним замком, в яких присутній барабан одночасно в ролі патронника і магазина для зарядів. Здебільшого це мисливські рушниці.
10 червня 1818 р. американський офіцер і конструктор Артемас Віллер з м. Конкорда, штат Массачусетс, патентує в США кремнієвий револьвер.
З екземпляром цього револьвера інший американець З. Коллієр, теж з Бостона, відпливає до Англії і в листопаді того ж 1818 року бере англійський патент на своє ім'я. Існує припущення, що він нібито діяв на користь Віллера, але точно нічого не відомо. Коллієр відкриває в Лондоні фабрику з виробництва покращеного револьвера і барабанної рушниці тієї ж системи. Зброя Коллієра мала барабан з шістьма каморами, за яким був встановлений курок з кременем, а кресало розміщувалося на кожусі барабана. Відмітною особливістю цієї моделі було насунення барабана на конус казенника ствола під дією потужної пластинчастої пружини. Тим самим прорив порохових газів, який був бичем револьверної системи, зводився до мінімуму. Таким чином, револьвер Коллієра став попередником не тільки кольтівських моделей, але і нагана.
Зважаючи на складність і дорожнечу його виробництва, револьвер Коллієра не набув в Європі широкого поширення. Подальше вдосконалення револьвера було пов'язане з капсульною системою займання.

## Історія

### Ранні роки
Самюель Кольт народився 19 липня 1814 року в м. Гартфорд. З ранніх років Кольт відрізнявся невгамовним характером і скаженою енергією, яка потім дозволила йому стати хорошим організатором виробництва. У своєму житті він всього добився самостійно, тобто, як говорять американці, «зробив себе сам», — за що він ними особливо улюблений.
14-річний Кольт почав свою трудову діяльність з розробки «гальванічної» батареї, яку пристосував для підриву підводної міни. Повний ентузіазму юний винахідник зважився на публічну демонстрацію свого винаходу 4 липня 1829 р. Проте, в результаті помилки, вибух міни обрушив величезний потік води на публіку, що зібралася. Його врятував від розправи натовпу молодий пан, зустріч з яким визначила життєвий шлях Кольта. Ним виявився механік Еліша Рут, майбутній конструктор і організатор кольтівського виробництва.
Захопившись конструюванням револьверів, Кольт почав пошуки коштів для цього. Якийсь час він колесив країною під ім'ям «Доктора Коулта», хіміка і природодослідника, і демонстрував, до задоволення глядачів, дію звеселяючого газу на добровольцях. У такий спосіб він зміг заробити гроші на перші дослідні моделі револьверів. У 1834 —35 рр. збройовий майстер з Балтимора Джон Пірсон розробив для Кольта, який платив йому потижневу заробітну плату, першу працездатну модель.

### Перший патент
Кольт вирушив з нею до Англії за отриманням патенту, який був йому виданий 18 грудня 1835 р. Повернувшись до Америки, він і тут бере патент (25 лютого 1836 р.), а менш ніж через десять днів, 5 березня, засновує власне виробництво. В цей час Кольту ще не виповнилося 22 роки. Фірма називалася «Colts Patent Fire Arms Manufacturing Company» і знаходилася в місті Патерсон, штат Нью-Джерсі. Перша модель револьвера тому іменувалася «Colt Paterson» і вироблялась з 1836 по 1842 р.

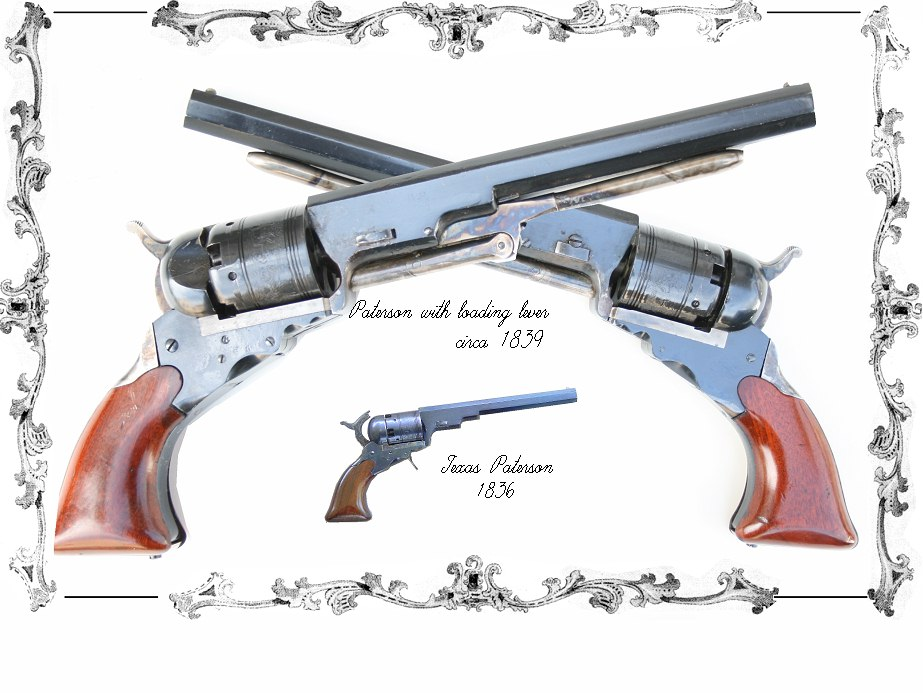
Colt Paterson

Цей револьвер виявився досить революційним виробом, хоча сам принцип такої зброї був відомий задовго до Кольта. Йому вдалося залучити до співпраці кількох талановитих техніків і механіків. Зокрема, крім Пірсона, Кольту допоміг обладнати підприємство і організувати на ньому роботу досвідчений інженер Пліній Лотон. Сам Кольт раніше за інших зрозумів переваги машинного стандартизованого виробництва зброї і без вагань перейшов на нього. Крім того, він вправно використовував рекламу, що тоді мало ще застосовувалася, для збуту своєї продукції. Все це, у поєднанні з дійсно вдалою конструкцією, забезпечило швидкий успіх нового «винаходу».

#### Colt Paterson
«Colt Paterson» 1836 року був п'ятизарядним капсульним револьвером .34 калібру. Його помітною особливістю був спусковий гачок, що забирається в рамку руків'я і виступає при зводі курка. Іншою особливістю моделі був барабан, що виймався для перезаряджання, тому під цівкою револьвера немає такої звичної деталі, як зарядний важіль. Змінний барабан, що у той час був незвичним нововведенням, в наші дні прийнятий для револьверів як одна з типових схем. У даному випадку Кольт виступив першопрохідцем. У комплект револьвера, крім пристрою для лиття куль, входили змінний барабан і спеціальна порохівниця з п'ятьма каналами, яка надавала змогу заповнити порохом одночасно всі п'ять камор барабана, що заряджався. Його заміна відбувалася досить швидко, і стрілець міг за короткий час зробити десять пострілів підряд. Тоді це була небачена швидкість і у поєднанні з невеликими розмірами (довжина ствола всього 11,4 см) і вагою (1100 г) робила револьвер вельми практичною зброєю.
Кольтівський револьвер, крім того, мав ще декілька нових і вельми істотних деталей. Брандтрубки в каморі були розташовані в центрі, і тому займання пороху відбувалося енергійніше, що позначалося на балістиці зброї. Поліпшенню точності бою сприяло і застосування конічної кулі. Стопорний механізм барабана був надійно укритий в щитку колодки від забруднення і міцно затискав барабан у момент пострілу. Вдало була вибрана і форма руків'я, що розширюється донизу і забезпечує хороше утримання. 29 серпня 1839 Кольт запатентував до револьвера зарядний важіль під цівкою, який надавав змогу щільно заштовхувати кулі в камору, що підвищило точність бою. Барабан став незмінним, а ця деталь стала типовою для багатьох подальших револьверів Кольта. На базі другої моделі були створені кишенькові револьвери калібру .31, поясні калібру .36 і сідельні калібру .44. Всі вони мали різні довжини стволів, які найчастіше були темно-синього вороніння, а руків'я з американського горіха. На барабані гравірувалося зображення кентавра у малих калібрів і сцена нападу на поштову карету у сідельних револьверів. Техаські мисливці і рейнджери стали найкращими покупцями револьверів Кольта. Їхнє постійне життя в роз'їздах під загрозою з боку мексиканських бандитів та індіанців вимагало надійної скорострільної зброї. Був широко відомий випадок з капітаном Джеком Гейзом і його 15 рейнджерами. Озброєні тільки револьверами «Патерсон», вони змогли відбитися від 75 команчів, застреливши при цьому 35 з них.

### Банкрутство
Нова зброя набувала популярності на американському Заході. Цьому сприяли і особисті контакти Кольта серед рейнджерів, що надалі стали йому у пригоді. Попри постійну реалізацію своєї зброї, Кольту не вдалося надійно профінансувати свою фірму, і в кінці 1842 року вона збанкрутіла. Все її устаткування, верстати, інструменти і нереалізована зброя було продане за 6 200 доларів.
Для Кольта настали важкі часи. Йому довелося пригадати захоплення молодості і він зміг зацікавити Конгрес підводними мінами для оборони портів. Йому було надано 20 тис. доларів на дослідні розробки, які детально описувалися пресою. У такий спосіб Кольту вдалося привернути увагу до своєї персони, що пізніше він вміло використовував.

### Армійські замовлення

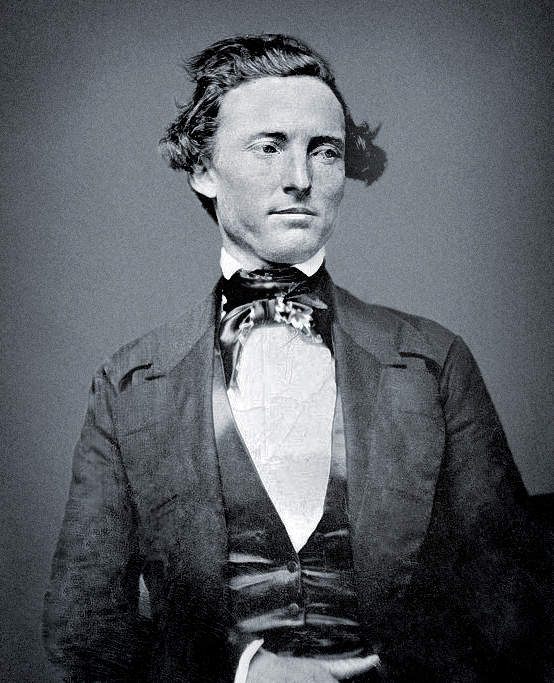
Семюел Волкер

У зв'язку з військовими подіями у Техасі в 1845—46 рр., пов'язаними з війною з Мексикою, виникла потреба у збільшенні випуску зброї. З цією метою капітан рейнджерів Семюел Волкер почав за наказом генерала Тейлера переговори з Кольтом про постачання його револьверів. Перше велике замовлення на тисячу штук було зроблене в січні 1847 року, а друге на таку ж кількість в листопаді того ж року.
Оскільки у Кольта не було свого підприємства, він звернувся до збройового фабриканта Елі Вітні в місті Віт-ней-Віл в Коннектикуті. Його фабрика була недавно модернізована, перебувала на дуже високому технічному рівні, і Кольт налагодив там випуск своєї моделі. Нова зброя позначалася як «Армійська модель 1847 року», але часто її просто називали «Colt Walker», на честь капітана рейнджерів. Вона була великою шестизарядною зброєю завдовжки 40 см калібру .44 (11,2 мм). Спусковий гачок був прикритий запобіжною скобою, а на барабані гравірувалися сцени боїв кавалеристів з індійцями. Це могутня бойова зброя активно застосовувалася в боях, і тому до нас дійшло лише декілька екземплярів, що добре збереглися. У приватних колекціонерів цей револьвер особливо цінується. Надходили нові замовлення, і Кольту було потрібне власне виробництво. Він переїздить в рідне місто Гартфорт в тому ж Коннектикуті і в 1848 році відкриває свою фірму. У цій справі йому допомагав давній друг юності Еліша К. Рут, який колись врятував його від розлюченого натовпу. Під керівництвом Рута, видатного збройового конструктора, виникла сучасна на той час фабрика зброї, і ним же була виконана розробка основних моделей. Заслуга ж в їхньому розповсюдженні в усьому світі належить Семюелю Кольту.

### Новий завод
Нове підприємство Кольта, що іменувалося тепер «Colt Firearms Company» почало виробництво з полегшеної моделі «Волкера». Вона називалася по-різному: «Old Model Army», «Colt Army Revolver 1848», але найчастіше «Colt Dragoon». Модель була лише трохи покращена, використовувалися різні форми спускової скоби, цівку вкоротили до 7,5 дюйма. Рамка руків'я виконувалася з латуні. Майже одночасно на ринок була викинута його кишенькова версія калібру .31, але п'ятизарядна, широко відома як «Baby Dragoon» з довжиною цівки 4—5 дюймів.
Сильною стороною Кольта було прагнення забезпечити своїми револьверами потреби різних категорій користувачів. Наприклад, спеціально для службовців компанії «Вельс Фарго», що забезпечували тоді більшість вантажопасажирських перевезень по Сполучених Штатах, був випущений в 1849 році зменшений револьвер типу «Baby Dragoon», але із цівкою завдовжки всього три дюйми.

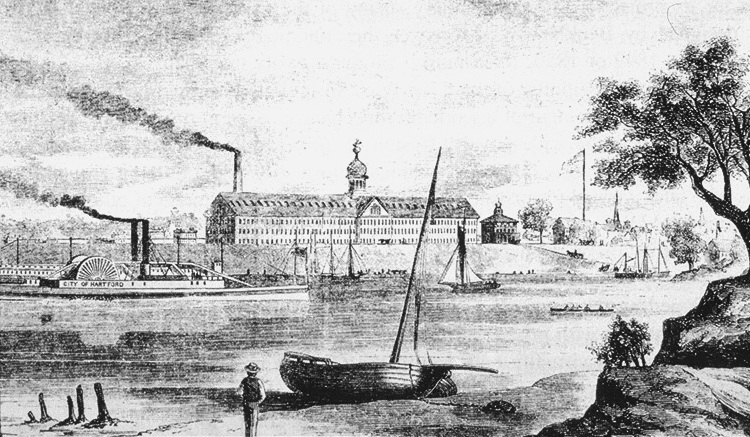
Завод Кольта, 1857

У 1849 році відбулася подія, що зумовила долю кольтівської зброї і його фірми. Цього року були зроблені перші знахідки золота в Каліфорнії, і тисячі людей, покинувши рідні місця, стали полювати за золотом. Всі вони потребували револьверів Кольта, і золота лихоманка зробила цю зброю «легендарною». Виконуючи запити покупців, Кольт створює шестизарядну кишенькову модель .31 калібру, що набула величезного поширення як цивільна зброя. Між 1849-75 рр. було випущено 330 тисяч штук цієї моделі. Одним з найпрестижніших військових револьверів була військово-морська модель 1851 року, відома також як «Colt 1851 Navy». Барабан був з шістьма каморами, калібр .36, довжина восьмигранної цівки дорівнювала 7,5 дюймам, а вага всієї зброї 1180 г. Барабан прикрашався гравірованою сценою морської битви і датою 16 травня 1843 року, коли кілька техаських суден здобули перемогу над численним флотом мексиканців.

### Смерть
Семюел Кольт помер в 1862 році у віці 48 років. Його останніми прижиттєвими виробами стали «Colt Army Revolver» 1860 року та його морська модифікація 1861 року, яка називалася «Нью модел неві пістол». Обидві були шестизарядними, калібру .44 і .36 і вважалися під час Громадянської війни 1861-65 рр в числі найкращих револьверів. На їхній базі випускалися п'ятизарядні кишенькові версії.
Цікаво, що перш ніж стати ексклюзивним постачальником армії мешканців півночі Кольт встиг побудувати декілька заводів і для південців.
Він раптово помер в рідному Гартфорді, як писали тодішні газети, «від природних причин». Похорони проходили за державний рахунок — в почесній варті стояли частини 12-го піхотного полку штату Коннектикут на чолі з губернатором, генералом Томасом Сеймуром. Америка попрощалася з Кольтом залпами з тисяч гвинтівок і револьверів його виробництва — так що, за словами місцевої газети, «канонада була, як на полі бою»[джерело не вказане 1710 днів].

## Цікаві факти
Існує відомий вираз, що відбиває значення винаходу Самюеля Кольта для становлення демократії в США: «Бог створив людей, а полковник Кольт зрівняв їх в правах» або «Бог створив людей слабких і сильних, а полковник Кольт зрівняв їхні шанси», такою — варіант «Господь Бог створив всіх людей різними, а полковник Кольт зробив їх рівними», що спочатку існувало в іншій редакції: «Авраам Лінкольн дав людям свободу, а полковник Кольт зрівняв їхні шанси»[джерело?].
Семюель Кольт згадується у американському серіалі «Надприродне», винахідника зіграв Сем Хенінгс. За сюжетом, зброяр побудував величезну пастку у вигляді пентаграми залізничними коліями, а його револьвер —це зброя, якою можна вбити будь-яку надприродну істоту, крім п'яти найсильніших[джерело?].